# Yoan Koré
Yoan Koré, né le 16 novembre 2004 à Bourg-la-Reine en France, est un footballeur français qui évolue au poste de défenseur central au Paris FC.

## Biographie

### En club
Né à Bourg-la-Reine, Yoan Koré commence le football au CO Cachan avant d'être formé au Paris FC. Il signe un premier contrat stagiaire au PFC le 21 décembre 2020, le liant au club jusqu'en juin 2024.
C'est avec ce club qu'il joue son premier match en professionnel, le 21 septembre 2021, lors d'une rencontre de Ligue 2, contre le Nîmes Olympique. Il entre en jeu en fin de partie à la place de Maxime Bernauer lors de cette rencontre remportée par son équipe par deux buts à zéro.
Le 11 août 2022, Koré signe son premier contrat professionnel avec le Paris FC, étant alors lié au club jusqu'en juin 2025.

### En sélection
Yoan Koré représente la France en équipe de jeunes. Il commence avec les moins de 18 ans et joue un total de huit matchs pour deux buts marqués avec cette sélection.
Il est également sélectionné avec les moins de 19 ans de 2022 à 2023, jouant six matchs et marquant un but.
En mars 2023, Yoan Koré est convoqué pour la première fois avec l'équipe de France espoirs par le sélectionneur Sylvain Ripoll. Il ne joue toutefois aucun match lors de ce rassemblement.